# Kelsey (ciruela)
Kelsey es una variedad cultivar de ciruelo (Prunus salicina), de las denominadas ciruelas japonesas.
Una variedad la primera de las ciruelas Prunus salicina introducida en Estados Unidos, fue traída al país por el Sr. Hough de Vacaville (California), en 1870.
Las frutas son de tamaño grande con forma de corazón (cordiforme), cónicas, mitades desiguales, sutura variable en profundidad, color de piel verde amarillento con alguna chapa arrebolada de color rojizo, tienen una pulpa delicada de color amarillo, jugosa, firme y carnosa, rica, agradable, aromática, buena a muy buena.

## Sinonimias
- "Kelsey Plum",
- "Kelsey Japanese Plum",
- "Botankin",
- "Hattankio",
- "Kelsey's Japan",
- "Sinomo",
- "Togari".[1]

## Historia
'Kelsey' variedad de ciruela, la primera de las ciruelas Prunus salicina de Japón introducida en Estados Unidos, fue traída al país por el Sr. Hough de Vacaville (California), en 1870, a través del cónsul de Estados Unidos en Japón, John Kelsey de Berkeley, California, obtuvo árboles de Hough y los propagó en su vivero de forma limitada. Kelsey mostró la primera fruta en 1877, aunque se dice que la fruta se produjo en 1876. En 1883, "W. P. Hammon and Company", Oakland, California, consiguió ejemplares de esta ciruela de los herederos del Sr. Kelsey y al año siguiente se introdujo en los circuitos comerciales. La ciruela recibió su nombre en honor al hombre que más hizo para presentarla al público. La "Sociedad Americana de Pomología" agregó 'Kelsey' a su lista de catálogo de frutas en 1889.
La ciruela 'Kelsey' ha sido descrita por: 1. Gard. Mon. 24:339. 1882. 2. U.S.D.A. Rpt. 272. 1886. 3. Gard. Mon. 29:305, 335. 367. 1887. 4. USDA. Rpt. 635, 652. 1887. 5. Am. Pom. Soc. Rpt. 95, 126. 1887. 6. Ga. Hort. Soc. Rpt. 35. 1888. 7. Ibid. 51, 99. 1889. 8. Rev. Hort. 502, 542. 1890. 9. Am. Pom. Soc. Rpt. 105, 106, 125. 1891. 10. Am. Gard. 13:700. 1892. 11. Cornell Sta. Bul, 62:3,24. 1894. 12. Tex. Sta. Bul. 32:488 fig., 489. 1894. 13. Cornell Sta. Bul. 106:53. 1896. 14. Ala. Col. Sta. Bul. 85:447. 1897. 15. Am. Pom. Soc. Cat. 41. 1899. 16. Waugh Plum Cult. 137. 1901. 17. N.C. Sta. Bul. 184:120. 1903. 18. Ga. Sta. Bul. 68:15, 31. 1905.

## Características
'Kelsey' árbol vigoroso, erguido, vasiforme, tierno, productivo, de porte temprano y regular. Flor blanca, que tiene un tiempo de floración temprana que comienza a partir del 18 de abril con el 10% de floración, para el 21 de abril tiene una floración completa (80%), y para el 8 de mayo tiene un 90% de caída de pétalos. Es semi auto estéril necesita un polinizador adecuado.
'Kelsey' tiene una talla de fruto grande a muy grande, cordiformes, cónicas, mitades desiguales; sutura variable en profundidad; ápice puntiagudo; epidermis tiene una piel lisa de color amarillo bastante poco atractivo, teñido y salpicado de rojo, a menudo cubierto de púrpura, tiene una pulpa delicada de color amarillo, jugosa, firme y carnosa, rica, agradable, aromática, bueno a muy bueno.
Hueso adherida a menos que esté bien madura, pequeña, en una cavidad irregular más grande que el hueso.
Su tiempo de recogida de cosecha se inicia en su maduración fruto muy tardío, durante toda la temporada se mantiene y se trnasporta inusualmente bien.

## Usos
Una buena ciruela de postre fresco en mesa.

## Polinización
No muy autofértil; polinizado con éxito por 'Beauty', 'Burgundy', 'Late Santa Rosa', 'Nubiana'.